# Каплан Юрій Григорович
Каплан Юрій Григорович (28 травня 1937, Коростень — 12 липня 2009, Київ) — український російськомовний поет, публіцист, видавець, редактор-упорядник, громадський діяч. У 2008 році нагороджений найвищою державною премією Росії у області культури — Медаллю Пушкіна.
У 1996 році став членом Українського центру Міжнародного ПЕН-клубу. З 1993 по 2003 був членом Спілки письменників України, у 2003 був виключений зі складу НСПУ за критику керівництва. Натомість у 2005 році Каплан створив альтернативну НСПУ організацію — Всеукраїнську творчу спілку «Конгрес літераторів України».
На початку 1990-х років, після відновлення незалежності України, був одним з ініціаторів створення єврейської громади Києва та відродження культурних традицій єврейського народу.
Четвертий, за українською версією, Голова земної кулі (за ланцюжком: Хлєбников — Пєтніков — Вишеславський — Каплан — Мозжухін — Світлана  Скорик).

## Біографія
Народився 28 травня 1937 року в місті Коростень Житомирської області. У 1959 році, закінчивши електротехнічний факультет Київський політехнічний інститут за фахом «інженер-високовольтник», одержав призначення на Старобешівську ДРЕС у Донецькій області, працював завідувачем високовольтної лабораторії, виконробом, потім начальником дільниці й завідувачем відділу будівельного тресту.
У 1969 році видав свою першу збірку російськомовної поезії «Обжигающий ветер» (Київ, 1969), але отримав несхвальні відгуки про неї від представників влади. Різко негативну реакцію дістала поема «Бабий Яр». Потрапив під нагляд КДБ і надалі в радянські часи практично не друкувався.
З 1990 року президент видавничої фірми «Риф». Засновник видавництва «ЮГ», укладач багатьох поетичних антологій. В антології «Киев. Русская поэзия, XX век» (Киев. Русская поэзия. XX век: поэтическая антология / сост., вступ. ст. Ю. Каплан ; гл. ред. Ю. Г. Каплан. — К. : ООО «ЮГ», 2003. — 440 с. — ISBN 966-7082-17-2), «Библейские мотивы в русской лирике XX века» (Библейские мотивы в русской лирике XX века : антология / сост. Е. Кудрявцева, Ю. Каплан ; ред. кол. Ю. Г. Каплан [и др.]. - К. : ООО "ЮГ", 2005. - 454 с. – ISBN 966-7082-18-0), «Украина. Русская поэзия. XX век» (Украина. Русская поэзия. XX век: антология / сост. Ю. Каплан ; пред. ред. кол. А. Мороз. — К. : ЮГ, 2007. — 783 с. — ISBN 966-7082-19-9) видавництва «ЮГ» під редакцією Ю. Каплана увійшли твори, біографії та бібліографічні дані більш ніж 700 авторів, чиї долі пов'язані з Україною. Вів літературну студію, допомагаючи десяткам молодих поетів знайти свій голос.
Після так званого «розкольницького» з'їзду письменників України (в жовтні 2003 року в Пущі-Озерній) був виключений з Національної спілки письменників України. У 2005 році створив та очолив нову всеукраїнську письменницьку організацію «Конгрес літераторів України» — спочатку як громадську, а в 2007 році зареєстровану Міністерством юстиції України як всеукраїнську творчу спілку. Особисто сприяв створенню нових обласних організацій — зокрема Кіровоградської обласної організації, яку очолив поет Анатолій Кримський.
Убитий 12 липня 2009 року грабіжниками у власній квартирі в Києві.

### Каплан і Василь Стус
Ще до переїзду Каплана з Донецька до Києва, він у 1961 році познайомився з українським поетом Василем Стусом і згодом знайомство переросло у дружбу. Після другого арешту Стуса у 1972 році Каплан присвятив Стусу вірша:
 Стусе, де ж ти подівся Василю

 У який надсуворий режим?

 Я ж без тебе не в змозі, не в силі

 Протидіяти ордам чужим

 Стусе, орле, мордований брате

 У мордовських дрімучих лісах

 Я немов привселюдно розп’ятий

 Сором дихати, сором мовчати

 Коли вся Україна в сльозах.

                                              (1972)

## Родина
Дочка Ганна Юріївна Мялковська (нар. 1969), онуки —  живуть у Німеччині.

## Нагороди
- Медаль Пушкіна (2008, Росія)
- Міжнародна премія «Дружба» ім. Винниченка (1997, Росія)
- Міжнародна премія «Гілка Золотого Каштана» (Росія)
- Медаль імені К.Симонова (Росія)
- Диплом «Міжнародної письменницької організації» (ФРН).
- Отримав звання Віцеголови земної кулі у 1998 році з рук поета Леоніда Вишеславського. Голова земної кулі з 2002 року, після трагічної загибелі Вишеславського.

## Вшанування пам'яті
Конгресом літераторів України заснована літературна премія ім. Ю. Г. Каплана, проводиться Міжнародний літературний конкурс «Каплантида».